# 숭실전문학교 축구단
숭실전문학교 축구단(崇實專門學校蹴球團)은 일제강점기 조선 평안남도 평양부에 있었던 축구 선수단이다. 숭실전문학교가 운영했던 대학 축구단이며, 1918년에 창단되고 1938년에 해단되었다.

## 시즌별 성적
| 시즌 | 대회                                       | 참가 | 경기 | 승 | 무 | 패 | 득 | 실 | 차 | 승점 | 순위   |
| ---- | ------------------------------------------ | ---- | ---- | -- | -- | -- | -- | -- | -- | ---- | ------ |
| 1921 | 평양기독교청년회 전국전조선축구대회 사회부 | 8    | 2    |    |    |    |    |    |    |      | 4강    |
| 1922 | 전국체육대회 축구 청년부 (11월)            | 12   |      |    |    |    |    |    |    |      |        |
| 1922 | 평양기독교청년회 전국전조선축구대회 사회부 | 11   | 2    | 1  | 1  | 0  |    |    |    |      | 4강    |
| 1923 | 평양기독교청년회 전국전조선축구대회 청년부 | 9    | 3    | 2  | 0  | 1  |    |    |    |      | 준우승 |
| 1924 | 평양기독교청년회 전국전조선축구대회 청년부 | 6    |      |    |    |    |    |    |    |      |        |
| 1924 | 전조선학생기독청년연합축구대회 전문부      | 5    | 1    | 2  | 0  | 0  | 4  | 0  | +4 |      | 우승   |
| 1925 | 관서체육회 전국전조선축구대회 청년부       | 6    | 2    | 1  | 1  | 0  |    |    |    |      | 준우승 |

## 수상 기록
| 시즌 | 대회                                   | 수상   |
| ---- | -------------------------------------- | ------ |
| 1923 | 평양기독교청년회 전조선축구대회 청년부 | 준우승 |
| 1924 | 전조선학생기독청년연합축구대회 전문부  | 우승   |
| 1925 | 관서체육회 전조선축구대회 청년부       | 준우승 |

## 참고 문헌
- “스포츠지원포털 등록 현황”. 대한체육회.
- “KFA 통합경기정보 시스템”. 대한축구협회.
- “대한체육회 국내종합경기대회”. 대한체육회.
- 《대한체육회 50년》. 대한체육회. 1970. 2020년 11월 8일에 원본 문서에서 보존된 문서. 2022년 11월 5일에 확인함.
- 《대한체육회 70년사》. 대한체육회. 1990. 2020년 11월 8일에 원본 문서에서 보존된 문서. 2022년 11월 5일에 확인함.
- 《대한체육회 90년사》. 대한체육회. 2011. 2020년 11월 8일에 원본 문서에서 보존된 문서. 2022년 11월 5일에 확인함.
- 대한체육회 100주년 기념사업부 (2020). 《대한민국 체육 100년》. 대한체육회.
- 대한축구협회 (1986). 《韓國蹴球百年史(한국축구백년사)》. 라사라.

## 같이 보기
- 숭실대학교
- 숭실전문학교 정구단
- 숭실대학 야구단